# Cucharito
Cucharito fue una serie de historietas desarrollada por Arturo Rojas de la Cámara a partir de 1957 para la revista "Jaimito" de la Editorial Valenciana.

## Argumento y personajes
Se trata de la única historieta de éxito que ha abordado el mundo de la tauromaquia; eso sí, siempre desde una visión bufa. Su humor no deriva solamente de las conflictivas relaciones entre "jefe y empleado" (el grandullón apoderado y el torero canijo, en este caso), sino del alarde surrealista de que este último posea como mascota, viviendo en su propio piso, al toro Genovevo.

## Estilo
Como el resto de las series de su autor, Cucharito comparte características de la escuela Bruguera y la Valenciana.